# Metabolismo de la pirimidina
La biosíntesis de la pirimidina se produce tanto en el organismo como mediante síntesis orgánica.

## De novobiosíntesis de pirimidina
| Pasos | Enzimas                                                       | Productos                 | |
| 1     | carbamoil fosfato sintetasa II                                | carbamoil fosfato         | Este es el paso regulado en la biosíntesis de pirimidina en animales. |
| 2     | transcarbamoilasa aspártica (aspartato carbamoil transferasa) | carbamoil ácido aspártico | El grupo fosfato se sustituye por aspartato. Este es el paso regulado en la biosíntesis de pirimidina en bacterias.                                                                       |
| 3     | dihidroorotasa                                                | dihidroorotato            | Formación del anillo y deshidratación. |
| 4     | dihidroorotato deshidrogenasa (la única enzima mitocondrial)  | orotato                   | El dihidroorotato entra entonces en la mitocondria donde se oxida mediante la eliminación de hidrógenos. Este es el único paso mitocondrial en la biosíntesis de los anillos nucleótidos. |
| 5     | orotato fosforribosiltransferasa                              | OMP                       | PRPP dona un grupo ribosa. |
| 6     | OMP descarboxilasa                                            | UMP                       | Descarboxilación |
|       | uridina-citidina quinasa 2                                    | UDP                       | Fosforilación. Se utiliza ATP. |
|       | nucleósido difosfato quinasa                                  | UTP                       | Fosforilación. Se utiliza ATP. |
|       | CTP sintasa                                                   | CTP                       | Glutamina y se utiliza ATP. |

La biosíntesis de novo de una pirimidina está catalizada por tres productos génicos CAD, DHODH y UMPS. Las tres primeras enzimas del proceso están codificadas por el mismo gen en CAD que consiste en carbamoil fosfato sintetasa II, aspartato carbamoiltransferasa y dihidroorotasa. La dihidroorotato deshidrogenasa (DHODH), a diferencia de la CAD y la UMPS, es una enzima monofuncional y se localiza en la mitocondria. La UMPS es una enzima bifuncional formada por la orotato fosforribosiltransferasa (OPRT) y la orotidina monofosfato descarboxilasa (OMPDC). Tanto la CAD como la UMPS se localizan alrededor de las mitocondrias, en el citosol. En los hongos, existe una proteína similar pero carece de la función dihidroorotasa: otra proteína cataliza el segundo paso.
En otros organismos (Bacterias, Archaea y el resto de Eucariotas), los tres primeros pasos los realizan tres enzimas diferentes.

## Catabolismo de las pirimidinas
Las pirimidinas se catabolizan (degradan) en CO2, H2O y urea. La citosina puede descomponerse en uracilo, que a su vez puede descomponerse en N-carbamoil-β-alanina, y luego en beta-alanina, CO2 y amoníaco por la beta-ureidopropionasa. La timina se descompone en β-aminoisobutirato, que a su vez puede descomponerse en productos intermedios que finalmente conducen al ciclo del ácido cítrico.
El β-aminoisobutirato actúa como un indicador aproximado de la tasa de renovación del ADN.

### Regulación de la biosíntesis de nucleótidos de pirimidina
A través de la inhibición por retroalimentación negativa, los productos finales UTP y UDP impiden que la enzima CAD catalice la reacción en los animales. Por el contrario, PRPP y ATP actúan como efectores positivos que potencian la actividad de la enzima.

## Farmacoterapia
Modular farmacológicamente el metabolismo de la pirimidina tiene usos terapéuticos, y podría implementarse en el tratamiento del cáncer.
Los inhibidores de la síntesis de pirimidina se utilizan en la artritis reumatoide activa de moderada a grave y en la artritis psoriásica, así como en la esclerosis múltiple. Algunos ejemplos son la leflunomida y la teriflunomida (metabolito activo de la leflunomida).

## Síntesis prebiótica de nucleótidos de pirimidina
Para entender cómo surgió la vida, es necesario conocer las vías químicas que permiten la formación de los componentes básicos clave de la vida en condiciones prebióticas plausibles. La hipótesis del mundo del ARN sostiene que en la sopa primigenia existían ribonucleótidos de pirimidina y purina libres, las moléculas fundamentales que se combinan en serie para formar el ARN. Moléculas complejas como el ARN debieron surgir a partir de moléculas relativamente pequeñas cuya reactividad estaba regida por procesos físico-químicos. El ARN se compone de nucleótidos de pirimidina y purina, ambos necesarios para la transferencia fiable de información y, por tanto, para la selección natural y la evolución darwiniana. Becker et al. demostraron cómo los nucleósidos de pirimidina pueden sintetizarse a partir de moléculas pequeñas y ribosa, impulsados únicamente por ciclos húmedo-seco.